# Kelmis
Kelmis (tysk) eller La Calamine (fransk) er  en belgisk kommune ved grænsen mod Tyskland og Holland. Tidligere hed området Altenberg. 

## Beliggenhed
Mod øst har kommunen en forholdsvis lang grænse mod den tyske delstat Nordrhein-Westfalen. Der er veje, der fører til den nærliggende tyske by og trafikknudepunkt Aachen.
Mod nord grænser kommunen op mod Vaalserberg, der er Hollands højeste punkt i Europa. Ved Vaalserberg mødes de tre stater Tyskland, Holland og Belgien. Der er grænseovergange fra Kelmis og til de hollandske kommuner Vaals og Gulpen-Wittem. 
Mod vest og syd grænser kommunen op mod de belgiske kommuner Plombières, Lontzen og Raeren.
Kommunen er den nordligste kommune i Kanton Eupen (Eupener Land) i provinsen Liège. Kommunen ligger i regionen Vallonien, i den i den østlige del af landet, 140 kilometer øst for hovedstaden Bruxelles.

## Sprog
Flertallet af indbyggerne i kommunen er tysktalende, mens et mindretal taler fransk. Begge sprog har officiel anerkendelse.

## Det neutrale Moresnet
Fra 1816 til 1920 udgjorde mineområdet Neutrale Moresnet et kondominat mellem Kondominat mellem Kongeriget Preussen og Forenede Kongerige Nederlandene (fra 1831 mellem Preussen og Belgien).